# P$C
P$C – amerykański zespół hip-hopowy z Atlanty. Pimp Squad Click to rozwinięcie skrótu P$C.
W roku 1997 skład został założony przez AK, Macboney, T.I., C-Rod, Dollar D.P, i Big Kuntry King. Zespół zadebiutował utworem "Cheavy Chevys", na debiutanckiej płycie członka zespołu - T.I.. 10 kwietnia 2002 roku wypuścili pierwszy z serii mixtape'ów - T.I. & P.$.C In Da Streets. 11 czerwca 2003 roku wydana została druga część. Dobrze odebrane materiały zaowocowały podpisaniem umowy z wytwórnią muzyczną Atlantic Records. Jeszcze w tym samym roku wydali trzecią część "In Da Streets". Mixtape promował nadchodzący drugi solowy album T.I.. W końcu w 2005 roku powstał ich debiutancki album 25 to Life. Pierwszym singlem płyty był utwór "I'm a King", produkcji Lil' Jon'a, z gościnnym udziałem Lil' Scrappy'ego, ze ścieżki dźwiękowej filmu Pod prąd.

## Dyskografia

### Albumy
- 25 to Life (2005)

### Mixtape'y
- T.I. & P$C - In Da Streets (2002)
- T.I. & P$C - In Da Streets Part 2 (2003)
- DJ Drama - Gangsta Grillz 7 (Hosted By T.I. & Field Mobb) (2003)
- T.I. & P$C - In Da Streets Part 3 (2003)
- DJ Drama & T.I. - Gangsta Grillz #8 : Meets T.I. & P$C In Da Streets (2003)
- DJ Smallz - Southern Smoke 11 (Game Over) (Hosted by T.I. & The P$C) (2004)
- DJ Drama & T.I. - Down With The King (2004)
- Macboney & AK - Glocks & Plans (2004)
- Big Kuntry King - My Turn To Eat (2004)
- DJ Drama & P$C - The Indictment (2005)

## Wideografia
- "ASAP (Remix)/Motivation" (T.I. feat. P$C) (2005)
- "Set It Out" (2005)
- "I'm a King (Remix)" (feat. Lil' Scrappy) (2005)
- "Do Ya Thang" (feat. Young Dro) (2005)